# Chengjiang (socken i Kina)
Chengjiang (kinesiska: 澄江乡, 澄江) är en socken i Kina. Den ligger i den autonoma regionen Guangxi, i den södra delen av landet, omkring 130 kilometer norr om regionhuvudstaden Nanning. Antalet invånare är 50776. Befolkningen består av 25 488 kvinnor och 25 288 män. Barn under 15 år utgör 24,0 %, vuxna 15-64 år 65 %, och äldre över 65 år 10,0 %.
Genomsnittlig årsnederbörd är 1 772 millimeter. Den regnigaste månaden är juni, med i genomsnitt 297 mm nederbörd, och den torraste är februari, med 35 mm nederbörd.